# آخرین فیلم
آخرین فیلم (انگلیسی: The Last Movie) فیلمی به کارگردانی دنیس هاپر است که در سال ۱۹۷۱ منتشر شد.

## بازیگران
- دنیس هاپر
- جولی آدامز
- توماس میلیان
- دن گوردون
- ساموئل فولر
- سیلویا مایلز
- دین استاکول
- جان فیلیپ لا
- کریس کریستوفرسون
- میشل فیلیپس
- پیتر فوندا
- رود کمرون
- تونی بازیل